# Миро
Мирослав Димов Костадинов, известен като Миро, е популярен български поп певец, композитор, текстописец и продуцент.

## Биография и творчество
Мирослав Костадинов е роден на 10 март 1976 г. в Толбухин (днес Добрич). Неговият баща Димо Георгиев Костадинов (Добрият) е от първата генерация български преселници от Румъния, а неговата майка е наполовина гагаузка и наполовина габровка. По време на социализма баща му отказва да стане член на комунистическата партия, което води до доста трудности за семейството. Миро е второто дете след сестра си Деана. Поради заболяване на Миро той е отгледан от баба си Мария. В този период той стои неотлъчно до радиото и това е първият му досег с музиката. Връщайки се да живее при родителите си, по съвет на педагозите 6-годишният Миро е записан да учи пиано. На 8-годишна възраст взема участие в мюзикъла „Росица и вълка“ на Парашкев Хаджиев. Завършва основното си образование в ОУ „Христо Ботев“. 14-годишен решава да учи в Хуманитарната гимназия.
Въпреки че е роден в семейство на атеисти, на 14-годишна възраст Миро се присъединява към Надденоминационна църква Рема Добрич, в която е вокал и кийбордист на една от първите групи за хваление и преклонение в България. През същата 1991 г. е открит от Георги Сарандев и започва победното му шествие по фестивали.
През 1995 г. печели безапелационно фестивала „Откритие“. Годината му носи и влизане в топ 3 на „Златния Орфей“ и става представител на България на фестивала Памуккале в Турция. Гост е на The Voice of Asia заедно с Corona и Белинда Карлайл в Казахстан. През 1997 г. влиза в Българската армия, като по същото време печели „Дебют“ на Първите музикални награди на България. През този период Миро работи с Митко Щерев и Красимир Гюлмезов, но песните не носят успех на ефрейтор Миро. Излизайки от казармата, Миро се мести да живее в столицата София и пише музика за други изпълнители.
До 18-ата си година печели всички престижни национални музикални фестивали и редица международни. През 1999 г. заедно с Галина Курдова създава „Каризма“. Само за една година „Каризма“ се превръща в най-популярното име в България и печели над 50 отличия. Осем години по-късно се разпада, оставяйки зад гърба си един-единствен албум – „Еклисиаст“ и серия от номер 1 сингли – „Рискувам да те имам“, „Колко ми липсваш“, „Ще избягам ли от теб“, „Минаваш през мен“ и др. През 2008 г. Миро стартира солова кариера с албума „оМИРОтворен“, който се превръща в един от най-продаваните в българската музикална история. Миро става първият артист, признат от всички музикални гилдии в България. Хит сингълът „Губя контрол, когато“ е обявен за любима песен за последните 15 години от Дарик радио. В класацията на единствената радиомрежа за българска музика БГ Радио в Топ 20 на всички времена Миро е с безпрецедентното участие на 6 песни. През 2011 г. Миро продуцира младата изпълнителка Дивна, чийто дебют „И ти не можеш да ме спреш“ влиза директно под номер 1 в чартовете. През 2011, 2013 и 2014 г. изпълнителят е вокален треньор в телевизионното шоу „Гласът на България“, като през 2013 г. победител е участник от неговия отбор. През пролетта на 2014 г. Миро е водещ на предаването „Наистина любов“.
През лятото на 2014 г., в дует с Dim4ou, създава песента „Скочи над мен“. През 2016 г. в дует с Ирина Флорин записва песента „Тихо“.
През 2023 г. се завръща в „Гласът на България“ по bTV за десетия юбилеен сезон на предаването девет години след последния му сезон като треньор.

## Каризма
По време на кастинг през 1999 г. се запознава с Галина Курдова, Атанас Сребрев, Тони, Ненчо Балабанов и Орлин Павлов. Всичките те стават част от спектакъла на най-популярния клуб в България по това време – „Опера“. Посетители в заведението са княгиня Мария-Луиза, посланици и дипломати. Митко Щерев предлага на Миро и Галя да продуцира тяхна обща песен и Миро написва „Рискувам да те имам“. Впоследствие, с аранжимента на Момчил Колев, песента се превръща в хит сингъл номер 1 на България за 2001 г. Междувременно, Галя и Миро се превръщат в творчески тандем и пишат над 10 хита, които оглавяват класациите, за различни изпълнители като Тони, Сантра, Мария Илиева и Руслан Мъйнов. През 2001 г. сключват първия си договор с музикална компания „Polysound“, но 6 месеца по-късно едностранно прекратяват договора си заради неизпълнение от страна на продуцентите и следва 4-годишна съдебна битка. „Каризма“ печели проточилото се дело. Междувременно, „Каризма“ се сдобива с личен мениджър, Христина Ванчева, която я предлага на най-голямата музикална компания БМК, собственост на Слави Трифонов, Георги Милчев – Годжи и Евгени Димитров – Маестрото. Това води до сключване на договор, а БМК пренарежда приоритетните си артисти. Миро и Галя се включват в турнето „Новите варвари“ през 2001 г. и получават добър успех.
7 години подред „Каризма“ издава по един сингъл на година. Тази нетрадиционна стратегия превръща всяка нейна песен в културно събитие. „Каризма“ има и международни успехи – 1-во място на фестивала „Sun Flower“ през 2004 г., издаването на своя песен „Yurudum“ в международна компилация. „Каризма“ успява да привлече вниманието на международни продуценти, но музикантите отказват да подпишат предлаганите им договори. Планираната им раздяла през 2006 г. не се състои заради представянето на Галя в първия български VIP Brother. Миро остава с Галя за още една година, през която издават единствения си албум „Еклисиаст“, който включва първия солов сингъл на всеки един от тях. Песента на Миро „Някога преди“ се превръща и в първия му самостоятелен успех, достига до номер 1 във всички представителни класации в страната. Без скандали в медиите тази е годината, в която музикантите се разделят като приятели, каквито винаги са били.

## Соло кариера
През 2008 г., докато работи върху соловия си албум „Омиротворен“, Миро участва в музикалното риалити „Пей с мен“, чиято формула е популярен изпълнител влиза в дует с непопулярен и се борят за вота на публиката. С над 42% Миро и 11-годишната Дивна Станчева са избрани от България за победители. През септември 2008 г., без никаква реклама, излиза официалният сингъл на албума „Губя контрол, когато“. Часове след официалното излизане песента се превръща в абсолютен музикален лидер спрямо всички музикални стилове в страната. За първи път българска песен е най-ротирана в радиостанциите, като изпреварва утвърдените световни хитове, които заливат България по това време. Песента носи на Миро отличия от всички представителни награди в България, като дори получава международен приз от MAD TV Гърция. Другите сингли от албума са дует с Анелия – „Завинаги“, „Август е септември“ и дует с Крум „В едно огледало/Salma Ya Salama“ също достигнали до номер 1 в класациите. „Омиротворен“ се превръща в един от най-продаваните албуми в историята на българската музика, последвано от турнето „Омиротворен“.
През същата и следващите 3 години Миро получава награди за най-добър артист на България. През 2009 г. с утвърдителен вот от страна на журналисти и музикални критици е избран да представи България на Евровизия.
През 2009 г. Миро пуска първи сингъл от албума си „Убиваме с любов“, който впоследствие също се превръща в номер 1, но работата върху него и победното шествие на Миро в класациите е в застой заради неочакваното му избиране за български представител на Евровизия. За първи път в историята на конкурса за България представителят е избран от жури. Безапелационно изборът им се спира върху Миро. Той представя 5 песни от различни автори и публиката избира неговата авторска „Ангел си ти“, която обаче е първата песен в соло кариерата му, която не достига до номер 1 в рамките на страната. Участието на певеца в Осло на финала на конкурса е гледано с огромен интерес в България, но не успява да достигне финала, за което мнозина смятат, че е следствие от въвеждането на нов регламент за разделяне на вота – 50% от публиката и 50% от жури. За подобен проблем алармират и други артисти, включително Бони Тейлър през 2012 г. През 2010 г. Миро се отдава на активна почивка, изоставяйки работата върху втория си албум „Месия“.
През 2011 г. продуцира вече 15-годишната Дивна, с която печели „Пей с мен“. Песента „И ти не можеш да ме спреш“ се превръща в номер 2 по ротиране в България, като я изпреварва единствено Риана. Дивна оглавява музикалните класации и се превръща в млад артист номер 1 в страната. Така Миро и Дивна създават нова вълна от млади артисти в България, с което поставят началото на хип-хоп инвазията в България.
През 2011, 2013 и 2014 г. Миро става треньор в „Гласът на България“, като през 2013 г. участник от неговия отбор печели вота на зрителите – Ивайло Донков. През лятото на 2013 г. се завръща в студиото, за да работи по „Месия“, изоставяйки напълно досегашната продукция на албума.
През 2012 г. излиза песента му „Върха на планината“.
През 2013 г. Миро е посланик на Giorgio Armani за България и е под номер 8 в първата класация на сп. Forbes за български знаменитости. Същата година излиза песента му „Сувенир“, в чийто клип участва и малкият му племенник Давид.
През творческата си кариера – и като част от дует „Каризма“, и като самостоятелен артист, Миро се включва в редица социални и благотворителни кампании. Той печели и редица призове извън музикалната сцена – като личност и за влиянието си върху съвременната култура.
През 2014 г. Миро създава песента „Деца“. Малко по-късно става водещ на предаването „Наистина любов“.
На 30 септември 2015 г. Миро записва песента „Като сватбена халка“. Името на песента е избрано от феновете на Миро в официалната му Facebook страница – Миро (Official)
На 31 януари 2016 г. Миро записва песента „Има смисъл“. Песента е специално създадена за проекта Антарктида – „Послание на края на света до хората от утрешния свят“. Песента „Има смисъл“ е вдъхновена от пътеписа на Людмила Филипова „Пътуване до края на света“. По нейна идея под българския храм „Св. Иван Рилски“ на остров Ливинстън (база на Българския антарктически институт) на 24 декември 2016 г. (Рождество Христово) се поставя времева капсула за следващите 50 години с послание от днешните хора до хората от утрешния свят. „Има смисъл“ и книгата на Людмила Филипова са подарък за феновете му.
На 1 май 2016 г. Миро записва песента „Дочупи сърцето ми“. Месец по-късно създава акустична версия на песента.
На 29 януари 2017 г. Миро издава песента „Reverse“, в чиито видеоклип са използвани кадри от филма „Кредит“, а няколко дни след това излиза и песента „Гълъбо“, чийто текст е по стихотворението „Гълъбо“, от книгата на Вида Пиронкова „Броеницата на Вида“.
През пролетта на 2018 г. Миро представя режисьорския си дебют с песента си „Лошо скроен“. На 16 юни 2018 г. той печели цели три награди от Годишните Музикални Награди на БГ Радио за 2017 г. – за БГ текст, БГ песен и БГ видеоклип с песента „Гълъбо“.
На 17 април 2024 г. се провежда първия концерт на Миро в зала Арена София.

### Като две капки вода
През 2017 г. Миро е поканен да участва в предаването „Като Две Капки Вода“, където 3 месеца се превъплъщава в 13 различни образа – Elton John, Фики Стораро, Britney Spears, Васил Найденов, Alice Cooper, Росица Кирилова, Ricky Martin, Милко Калайджиев, Dana International, Веселин Маринов, Ed Sheeran, Слави Трифонов и Кольо Гилъна от Контрол. Единственият образ, който му донася победа, в една от вечерите, е този на Росица Кирилова с песента ѝ „Боса по асфалта“.

### Маскираният певец
През 2021 г. Миро участва в третия сезон на „Маскираният певец“ в ролята на Носорога и завършва на трето място.

## Дискография

### Студийни албуми
- 2008 – „Омиротворен“
- 2021 – „Мироглед“

### Компилации
- 2023 – „46“

### EP
- 2019 – „Честито Рождество“

## Награди от соловата кариера
- 2008 – Клип на годината „Завинаги“ на ГМН на ТВ Планета
- 2008 – Дует на годината „Завинаги“ в дует с Анелия на ГМН на ТВ Планета
- 2008 – Изпълнител на годината – ГМН на ФЕН ТВ
- 2008 – Оригинален текст „Някога преди“ на ГМН на БГ Радио
- 2008 – Видеоклип на годината „Някога преди“ на ГМН на БГ Радио
- 2008 – Дует на годината с Анелия на ГМН на сп. Нов Фолк
- 2008 – Дуетна песен на годината „Завинаги“ на радио Романтика
- 2008 – В риалити формата на Нова Телевизия „Пей с мен“ Миро и Дивна печелят с над от 42% зрителския вот
- 2009 – Изпълнител на 2008 година на ГМН на ТВ ПЛАНЕТА
- 2009 – Награда за албум на ГМН на ФЕН ТВ – ОМИРОТВОРЕН
- 2009 – Награда за поп хит с песента „Губя контрол когато“ на ФЕН ТВ
- 2009 – Награда за най-добър видеоклип за „В едно огледало“ в дует с Крум на ФЕН ТВ
- 2009 – Награда за Изпълнител на ГМН на БГ Радио
- 2009 – Награда за Албум ОМИРОТВОРЕН на ГМН на БГ Радио
- 2009 – Награда за ХИТ на ГМН на БГ Радио
- 2009 – Награда и статуетка в категория „Най-добър БГ клип“ „Губя контрол когато“ MAD Video Music Awards’09 в Атина
- 2010 – Дарик Радио и Макдоналдс – „15 години Макдоналдс в България“ – Хит на десетилетието „Губя контрол когато“
- 2010 – Дует на 2009 година „Светът е мой“ в дует с Маги Джанаварова на ФЕН ТВ
- 2010 – Награда за Изпълнител на 2009 година на ГМН на БГ Радио
- 2010 – Награда за Песен на 2009 година на ГМН на БГ Радио „Убиваме с любов“
- 2010 – Награда за Видеоклип за 2009 година на ГМН на БГ Радио „Убиваме с любов“
- 2014 – Награда за Видеоклип за 2013 година на Български музикални награди на Box TV за „Върха на планината“
- 2018 – Награда за Текст за 2017 година на ГМН на БГ Радио „Гълъбо“
- 2018 – Награда за Песен за 2017 година на ГМН на БГ Радио „Гълъбо“
- 2018 – Награда за Видеоклип за 2017 година на ГМН на БГ Радио „Гълъбо"
- 2019 – Награда за Видеоклип за 2018 година на ГМН на БГ Радио „Печат от моята душа“
- 2020 – Награда за Видеоклип за 2019 година на ГМН на БГ Радио „Нависоко“ в дует с Койна Русева
- 2021 – Награда за Песен за 2020 година на ГМН на БГ Радио „Очите“
- 2021 – Награда за Текст за 2020 година на ГМН на БГ Радио „Очите“
- 2022 – Награда за Изпълнител за 2021 година на ГМН на БГ Радио
- 2022 – Награда за Албум за 2021 година на ГМН на БГ Радио – „МИРОГЛЕД“

## Други награди
- 2007 – „Най-добре облечен мъж“ на PANTENE FASHION AWARDS
- 2010 – „БГ МОДНА ИКОНА 2009“ на „Fashion Lifestyle Magazine“, с главен редактор проф. Любомир Стойков
- 2022 -- „БГ Модна Икона“ за 2021 година на „Fashion Lifestyle Magazine“, с главен редактор проф. Любомир Стойков

## Сингли и видеоклипове
1. „Когато всичко свърши“ (с Деси Тенекеджиева)
2. „Губя контрол когато“
3. „Някога преди“ – музика и текст: Миро, аранжимент: Ретро студио, режисьор: Александър Моллов (самата песен е издадена през 2006 г., а клипът е заснет през 2008 г.)
4. „Завинаги“ – музика и текст: Миро и Анелия, аранживент: Мага, режисьор: Васил Стефанов
5. „Губя контрол когато“ ремикс – музика: Крум Георгиев и Ясен Козев, аранжимент Миро, Крум Георгиев и Ясен Козев, текст Миро
6. „Нирвана“ – музика и текст: Миро и Mike Johnson, аранжимент: PRO X и Миро, режисьор: Спайк Донър
7. „Август е септември“ – музика и текст: Миро, аранжимент: Д2, режисьор: Forward Pictures
8. „Call On Me“
9. „Алия“
10. „В едно огледало“ (с Крум)
11. „В тебе само, в мене само, в двама ни“ (с Жени Джамбазова)
12. „Омиротворен“
13. „Kadosh“ (с Мариана Попова)
14. „Radio On“
15. „Някога преди“ (remix by Deep Zone Project)
16. „Не Мария“ (с Ку-ку Бенд) – режисьор: Мартин Макариев (Forward Pictures), музика: Слави, Евгени Димитров и Миро, текст: Годжи и Миро
17. „Светът е мой“ (с Маги Джанаварова)
18. Английска версия на „Губя контрол когато“ в нов аранжимент – „Losing Control“ Miro & DJ LION – / СИНГЪЛ/
19. „Убиваме с Любов“ – музика: Миро, текст: Миро, Деана Михайлова и Мишо Михайлов, аранжимент: Мага, режисьор: Силвестър Лолов
20. „Един коледен момент“ (с Дивна) – музика: Миро, текст: Мишо Мишайлов, оркестрация: Георги Андреев, режисьор: Ники Скерлев
21. „И ти не можеш да ме спреш“ (с Дивна и Криско)
22. „Слагам край“ (с Криско и Невена Цонева) – музика и текст: Криско
23. „Ангел Си Ти“
24. „Върха на планината“ – музика и текст: Миро, аранжимент: Миро и Иван Иванов, режисьор: Николай Павлов
25. „Сувенир“ – музика и текст: Миро, аранжимент: Филаделфо Кастро, режисьор: Цвети Димитрова и Иван Гегов
26. „Sensation of Love“
27. „Деца“
28. „Скочи над мен“ (с Dim4ou) – музика: Миро и StarLight, текст: Миро, Dim4ou и StarLight, режисьор: Людмил Иларионов
29. „Всичко, което искам“ (с Невена Цонева) – музика: Миро и StarLight, текст: Миро и Невена Цонева, аранжимент: StarLight, режисьор: Стоян Радев
30. „Алелуя и Амен“
31. „Като сватбена халка“ – музика: Йорданчо Василковски, текст: Миро, аранжимент: Йорданчо Василковски, режисьор: Жоро Марков
32. „Има смисъл“ – музика и текст: Миро, аранжимент: StarLight, режисьор: Димитър Mite Ганчев, Digital Plus
33. „Дочупи сърцето ми“ – музика и текст: Миро, аранжимент: Мага, режисьор: Ивайло Георгиев
34. „Дочупи сърцето ми“ (акустична версия)
35. „Тихо“ (с Ирина Флорин)
36. „Reverse“ – текст Миро:, режисьор: Йордан Чичиков, монтаж: Михаил Дервенски, режисьор: Скобелев
37. „Пламнали души“ (Теди Кацарова и Миро) – музика: Теди Кацарова, текст: Ангел Симеонов, аранжимент: Живко Василев
38. „Гълъбо“ – текст и музика: Вида Пиронкова, пиано: Людмил Ангелов, виолончело: Анет Артинян, вокали: Миро, режисьор: Васил Стефанов и Стефка Николова, концепция: Стефка Николова
39. „Песен за теб“ – музика и текст: Миро, аранжимент: Живко Петров, анимация: Николай Кирков
40. „Лошо скроен“ – режисьор Миро
41. „Говори ми с любов“ (с Цветелина Янева)
42. „Ей така“ (с Трио Сопрано)
43. „Печат от моята душа“ – текст и изпълнение: Миро, музика, клавирни, обработка: Димитър Петров, кавал: Теодосий Спасов, музикален продуцент: Момчил Колев, Миро, режисьор: Миро
44. „Нависоко“ (дует с Койна Русева) – музика и текст: Биляна Ангелова, аранжимент: Емил Бояджиев, продуцент: Игор Марковски
45. „Ти защо си тук?“ (с Койна Русева) – музика и текст: Димитър Вълчев, аранжимент: Момчил Колев, продуцент: Игор Марковски
46. „Пепел“ – аранжимент: Филаделфо Кастро, режисьор: Миро
47. „Коледно писмо“
48. „Коледно писмо“ (инструментал)
49. „О, свята нощ“ (с Невена Цонева)
50. „Всичко което искам“ (с Невена Цонева) (нова версия)
51. „Всичко което искам“ (инструментал)
52. „За старата любов“ (с Мелинда Хари Христова)
53. „Очите“ – музика и текст: Миро, аранжимент: Искрата
54. „Огън“ – музика и текст: Миро, аранжимент: Искрата
55. „Дъждът“ – музика: Благослав Анастасов, текст: Миро, режисьор: Миро
56. „Сам“ (с ventsislavOFF) – музика и текст: Миро и ventsislavOFF, режисьор: Коко Кръстев
57. „Искам да те имам“ (с Deep Zone Project) – музика и текст Любомир Савов (JuraTone), аранжимент: Deep Zone Project
58. „Искам да е лято“ (с Deep Zone Project) – музика и текст: Любомир Савов (JuraTone), аранжимент: Dian Solo
59. „Съдби“ (с Койна Русева) – текст: Александър Петров, музика и аранжимент: Момчил Колев, продуцент: Игор Марковски
60. „Без лимит“ (с Pavell) – музика, текст и аранжимент: Павел Николов – Pavell, режисьор: Павел Николов и Христо Христов
61. „Повече“ (с ALMA) – текст: Миро и Крум Георгиев, музика: Крум Георгиев, аранжимент: Крум Георгиев и Иван Иванов
62. „До жълтата стена“ – музика: Миро, текст: Наталия Симеонова и Миро, аранжимент: Миро
63. „Отначало“ – музика и текст: Миро, аранжимент: SoulBMoll, Крум Георгиев, Иван Иванов

## Дублаж
- „Принцът на Египет“ – Мойсей (вокал), 1999